# Louis Renault (právník)
Louis Renault (21. května 1843, Autun – 8. února 1918, Barbizon) byl francouzský právník, vysokoškolský profesor a nositel Nobelovy ceny míru z roku 1907 společně s Ernestem Teodorem Monetou.
V letech 1868–1873 působil jako profesor římského a obchodního práva na univerzitě v Dijonu. Od roku 1873 až do své smrti přednášel na právnické fakultě Pařížské univerzity, kde se v roce 1881 stal profesorem mezinárodního práva. V roce 1890 byl jmenován právním znalcem ministerstva zahraničních věcí a zkoumal francouzskou zahraniční politiku ve světle mezinárodního práva. V této pozici absolvoval mnoho konferencí, byl u obou Haagských úmluv (1899, 1907) a účastnil se i Londýnské námořní konference v letech 1908–1909.
Napsal mnoho článků i monografií specializovaných týkajících se mezinárodního práva. Společně s kolegou a přítelem C. Lyon–Caenem sepsal několik děl týkajících se obchodního práva, jehož souhrn vyšel ve dvou svazcích, samotné pojednání obsáhlo osm svazků a manuál vyšel v mnoha vydáních.
Roku 1879 vydal svůj spis Úvod do studia mezinárodního práva a v roce 1917 další knihu První porušení mezinárodního práva v Německu, kde hodnotil německou invazi do Belgie a Lucemburska.
V roce 1907 mu byla společně s italským pacifistou a pozdějším nacionalistou Ernestem Teodorem Monetou udělena Nobelova cena míru.